# First World problem
First World problem è un'espressione della lingua inglese utilizzata per indicare con sarcarsmo o biasimo una problematica tutto sommato irrisoria, che può riguardare solo una società benestante e finanche viziata; traducibile in lingua italiana come "Problema del primo mondo", contrappone infatti indirettamente tali problematiche con quelle realmente gravose che affliggono il cosiddetto terzo mondo, e cioè i paesi poveri.

## Storia
Il termine "First World problems" viene utilizzato nel 1979 nel titolo di un articolo apparso su "Built Environment" ad opera di Geoffrey K. Payne, "Housing: Third World Solutions to First World Problems"; successivamente si ritrova nel 1995 nel testo della canzone “Omissions of the Omen” di Matthew Good, ma è solo a partire dai primi anni 2000 che l'espressione assume il rilievo e la connotazione attuale, anche attraverso meme su internet.